# ألكسندر بوتيبنيا
ألكسندر بوتيبنجا (الروسية: Алекса́ндр Афана́сьевич Потебня́) (بالأوكرانية: Олекса́ндр Опана́сович Потебня́)، كان بوتيبنجا روسيًا إمبرياليًا وأوكرانيًا لغويًا وفيلسوفًا وبانسلافياً، وكان أستاذًا في اللسانيات في جامعة خاركيف الوطنية، وهو معروف جيدًا كمتخصص في تطور الصوتيات الروسية.
قام ببناء نظرية للغة والوعي؛ أثرت لاحقًا على تفكير عالم النفس ليف فيجوتسكي. كان عمله الرئيسي هو اللغة والفكر (الروسية: Мысль и язык)، (1862م). كما نشر عددًا من الأعمال حول قواعد اللغة الروسية، وتاريخ الأصوات في اللغة الروسية، والشعر الشعبي السلافي، علاوة على أنه ترجم جزءًا قصيرًا من ملحمة هوميروس إلى الأوكرانية. كان بوتيبنجا عضوًا مناظرًا في أكاديمية سانت بطرسبرغ للعلوم، وهي المؤسسة الأكاديمية الأولى في الإمبراطورية الروسية.

## الحياة و الوظيفة

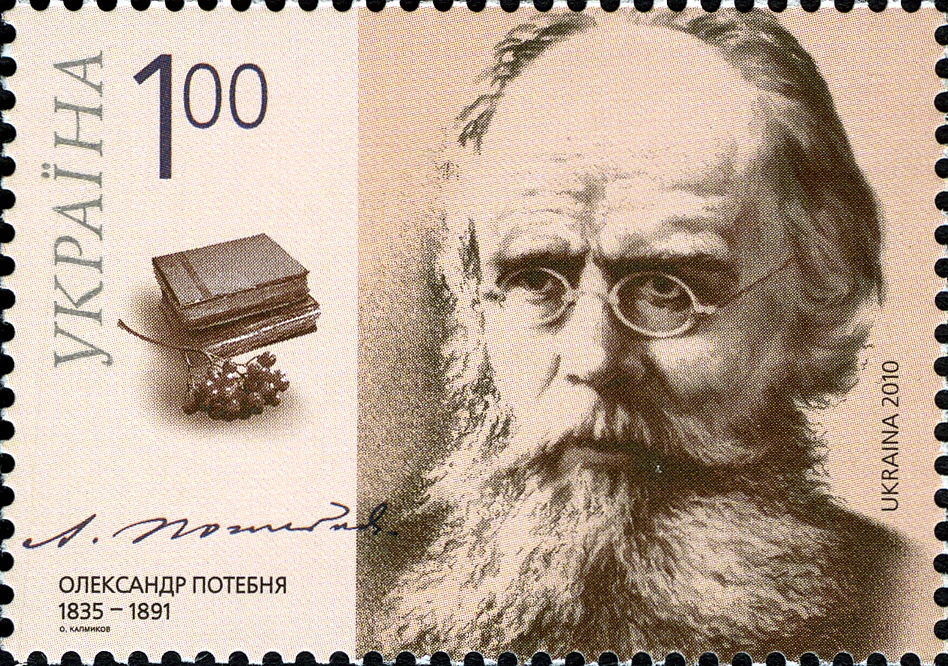
طابع بريدي لأوكرانيا "ألكسندر بوتيبنيا". 1835–1891»

ولد ألكسندر بوتيبنجا لعائلة نبيلة في عام 1835م، في عزبة عائلته في مانيف، بالقرب من قرية جافريلوفكا بالقرب من رومني، حكومة بولتافا، التي كانت جزءًا من الإمبراطورية الروسية، أصبحت الآن أوكرانيا. تلقى تعليمه الابتدائي في المدرسة البولندية بمدينة رادوم. درس القانون والتاريخ وعلم فقه اللغة في جامعة خاركيف الإمبريالية( حصل على دكتوراه في فقه اللغة، 1874م). في أوائل ستينيات القرن التاسع عشر، كان معروفًا بأنه عالم إثنوغرافي نشط، وشارك في حملات الفولكلور في مقاطعتي بولتافا وأوكيتريكا. كان أساتذته الأخوان بيتر لافروف ونيكولاي لافروف والبروفيسور أمبروز متلينسكي. تخرج من الجامعة عام 1856م، وعمل لفترة وجيزة مدرسًا للآداب في مدرسة في خاركوف، ثم دافع في عام 1861م عن أطروحة الماجستير الخاصة بهبعض الشخصيات في الشعر الشعبي السلافي(الروسية: О некоторых символах в славянской народной поэзии)، قبل البدء في إلقاء محاضرة في جامعة خاركيف الإمبريالية. في عام 1862م؛ نشر أهم أعماله في الفكر واللغة، وفي نفس العام ذهب في رحلة إلى الخارج. حضر محاضرات في جامعة برلين، درس اللغة السنسكريتية وزار العديد من البلدان السلافية. في عام 1874 دافع عن أطروحة الدكتوراه بعنوان ملاحظات حول قواعد اللغة الروسية (الروسية: Заметки о русской грамматике). في عام 1875م، أصبح أستاذاً في جامعة خاركوف الإمبريالية. كما ترأس جمعية خاركوف التاريخية-اللغوية (1877م- 1890م)، وكان عضوًا في الجمعية البوهيمية للعلوم(من 1887م).

## العمل
بصفته لغويًا، تخصص بوتيبنجا في أربعة مجالات: فلسفة اللغة، والصوتيات التاريخية للغات السلافية الشرقية، وأصل الكلمة، وبناء الجملة التاريخي السلافي. أعماله الرئيسية في فلسفة اللغة هي الفكر واللغة (الروسية: Мысль и язык)، 5 إدنز ، 1862م، 1892م، 1913م، 1922م، 1926م)؛ حول العلاقة بين بعض التمثيلات في اللغة(الروسية: О связи некоторых представлений в языке)، 1864م؛ أطروحة الدكتوراه الخاصة به، من ملاحظات حول قواعد اللغة الروسية(الروسية: Из записок по русской грамматике)، المجلد1، 1874م؛ طبع 1958م)؛ واللغة والجنسية المنشورة بعد وفاته(الروسية: Язык и народность)، في فيستنيك إيفروبى، 1895م).
كان مهتمًا بشكل خاص بالعلاقات بين اللغة والفكر والواقع. كانت اللغة بالنسبة له؛ هي الوسائل التي يأمر بها العقل بتدفق الانطباعات والمثيرات. لا تحمل الكلمات معنى فحسب، بل تحمل أيضًا التجربة السابقة للفرد والأمة، والتي يتم من خلالها تصفية كل التجارب الجديدة. وبالتالي فإن الكلمة عادة ما يكون لها ثلاثة جوانب: الشكل الخارجي والمعنى والشكل الداخلي. من خلال الشكل الداخلي يصبح العالم الموضوعي ذاتيًا. في كثير من الحالات، يكون الشكل الداخلي متجذرًا في الأسطورة، وبالتالي يعمل كجسر بين اللغة والفولكلور (برموزه). تشكل هذه الأفكار إطار عمل أطروحة ماجستير بوتيبنجا، حول بعض الرموز في الشعر الشعبي السلافي (الروسية: О некоторых символах в славянской народной поэзии)، 1860م؛ توسيع إدن 1914)، وعمله الضخم تفسيرات الأغاني الروسية الصغيرة والأغاني الشعبية ذات الصلة (الروسية: Obiasneniia malorusskikh i srodnykh narodnykh pesen)، مجلدين، 1883، 1887). مع مرور الوقت، يتلاشى الوعي بالشكل الداخلي للكلمة، وتتمثل إحدى مهام الأدب في استعادة هذا الوعي. وفقًا لهذه النظرية، فإن الأدب هو تسلسل هرمي للأنواع؛ الأبسط منها (المثل، اللغز، والحكاية) تستدعى أو تجدد بشكل مباشر الشكل الداخلي للكلمة، والأنواع الأخرى تفعل ذلك بطريقة أكثر تعقيدًا، وأحيانًا يصعب اكتشافها، من خلال نظام معقد من الذات( في الشعر) أو موضوعي على ما يبدو (في الرواية) بالصور. نُشرت أعمال بوتيبنجا الرئيسية حول هذا الموضوع بعد وفاته: من محاضرات حول نظرية الأدب: الحكاية، القول المأثور، المثل (الروسية: Из лекции по теории словесности. Басня, пословица, поговорка)، 1894م؛ طبع 1970م؛ ترجمة إلى الأوكرانية في عام 1930م)، من ملاحظات حول نظرية الأدب: الشعر والنثر، الإستعارة وأرقام، الشعري والأسطورية الفكر ( (الروسية: Из записок по теории словесности: Поэзия и проза, тропы и фигуры, мышление поэтическое и мифическое, приложения) الإضافات، 1905م؛ repr 1970)، والملاحظات الأولية على ليو تولستوي وفيودور دوستويفسكي ( (الروسية: Черновые записки о Л. H. Толстом и Ф. М. Достоевском) H. Толстом и Ф. М. Достоевском ، في Voprosy teorii i psikhologii tvorchestva ، المجلد 5 ، 1914م).
فيما يتعلق باللغة باعتبارها الوسيلة الوحيدة الممكنة للفرد أو الأمة؛ لإدراك العالم والتفكير، احتج بوتيبنجا بشدة على التجريد من القومية بشكل عام وترويس الأوكرانيين بشكل خاص، وساوى هذه العملية بالتفكك الروحي والفكري. تعود جذور فلسفة بوتيبنجا لـلـغة إلى المثالية الرومانسية لـ فيلهلم فون همبولت، لكنه تأثر أيضًا بعلم النفس الترابطي لهيربارت وهـ . لوتز.
نظر بوتيبنجا إلى تاريخ اللغة باعتباره تاريخ لهجاتها واستخدم مفهوم القانون الصوتي، على الرغم من أنه حاول في كثير من الأحيان إيجاد أساس نفسي لهذا المفهوم. لاحظ وجود لغة بروتو روس، لكنه حدد بداية تفككها إلى اللهجات في عصور ما قبل التاريخ. قام بالعديد من الاكتشافات في الصوتيات التاريخية الأوكرانية، مثل البدائي dž <dj التغيير، وما يُسمى بـــ بليوفونى الثاني، وشروط تناوب e: o. كان أول من اقترح النظرية القائلة بأن الإدغام كان مرحلة انتقالية بين الروثينية القديمة o،e، والروسية الصغيرة (أي اللغة الأوكرانية الحديثة).
بصفته عالماً في أصل الكلمة، أولى بوتيبنجا اهتمامًا كبيرًا للتطور الدلالي وتاريخ الكلمات مقابل خلفية تاريخية وفولكلورية ونفسية واسعة. جمعت كتاباته الرئيسية في علم الاشتقاق في حول تاريخ الأصوات في اللغة الروسية (الروسية: K istorii zvukov russkago iazyka) المجلدات 2-4، 1880-1، 1883م). تعد شروحه لــ ( Slovo o polku Ihorevi 1878م؛ أُعيدت 1914م) توليفة رائعة للمناهج الإشتقاقية والفولكلورية والتاريخية.